# James Alexander Green
Pour les articles homonymes, voir James Green et Green.
James Alexander Sandy Green (1926-2014) est un mathématicien et professeur à l'Institut de mathématiques de l'université de Warwick, qui a travaillé notamment dans le domaine de la théorie des représentations.

## Jeunesse
Sandy Green est né en février 1926 à Rochester, New York, mais ses parents, immigrants écossais, déménagent à Toronto la même année. La famille retourne en Angleterre en mai 1935 quand son père Frederick C. Green prend le poste de Drapers Professor of French (en) à l'université de Cambridge.

## Éducation
Green est élève à la Perse School (en) de Cambridge. Il y gagne une inscription à l'université de St Andrews et la rejoint en 1942, à l'âge de 16 ans. Il obtient un BSc ordinaire en 1944, et en 1947, après un service militaire scientifique, un autre BSc, avec honneurs. Il obtient un PhD au St John's College (Cambridge) en 1951 sous la direction de Philip Hall et de David Rees,,.

## Carrière

### Seconde Guerre mondiale
En été 1944, il est enrôlé pour le service scientifique national à l'âge de dix-huit ans, et est affecté à un travail à Bletchley Park, où il joue le rôle d'un « ordinateur humain » et effectue des calculs dans la « hutte F », appelée la « Newmanry », un département dirigé par Max Newman qui utilise des ordinateurs particuliers appelés Colossus pour casser les codes de la marine allemande.

### Carrière académique
Son premier emploi, en 1950, est celui de lecteur à l'université de Manchester, où Newman dirige le département de mathématiques. En 1964 il est nommé lecteur à l'université du Sussex, et en 1965 a est nommé professeur à l'Institut de mathématiques nouvellement créé de l'université de Warwick, où il dirige le groupe d'algèbre. Il effectue plusieurs séjours aux États-Unis en tant que professeur invité, notamment une année à l'Institute for Advanced Study à Princeton, New Jersey en 1960-61, ainsi que d'autres visites similaires dans des universités en Europe. Après sa retraite de Warwick, il devient membre de la faculté et professeur émérite à l'institut de mathématiques de l'université d'Oxford.

## Travaux mathématiques
En 1955, Green détermine complètement les caractères du groupe général linéaire sur un corps fini. Différents concepts de la théorie des représentations sont nommés d'après lui, comme ce qu'on appelle la correspondance de Green dans la théorie des représentations modulaires (en) des groupes finis, les relations de Green dans demi-groupes et les fonctions de Green (en) dans la théorie des représentations de certains groupes de type de Lie. Il a développé une théorie de groupes catégorielle et axiomatique des ensembles axiomatique et catégorique et a fait d'importantes contributions à la théorie de la représentation polynomiale du groupe général linéaire en relation avec les algèbres de Schur. Dans les années 1990, il a également examiné les représentations des groupes quantiques par une connexion avec les algèbres de Hall.

## Honneurs et distinctions
Green est élu à la Royal Society of Edinburgh en 1968 et à la Royal Society en 1987. Il est lauréat de deux prix de la London Mathematical Society : prix Berwick senior en 1984 et la médaille De Morgan en 2001,.

## Publications (sélection)
- James Alexander Green, « The characters of the finite general linear group », Transactions American Math. Soc., vol. 80, no 2,‎ novembre 1955, p. 402-447 (DOI 10.2307/1992997, JSTOR 1992997, lire en ligne).
- James Alexander Green, Polynomial Representations of GLn, Springer Verlag, coll. « Lecture Notes in Mathematics » (no 830), 1974, 1re éd. (ISBN 978-3-540-10258-8, DOI 10.1007/BFb0092296).
- James Alexander Green, Polynomial Representations of GLn : with an Appendix on Schensted Correspondence and Littelmann Paths, Springer Verlag, coll. « Lecture Notes in Mathematics », 2007, 2e éd. (ISBN 978-3-540-46944-5, DOI 10.1007/3-540-46944-3)  —  (La première moitié de ce livre contient le texte de la première édition des LNM volume 830. La deuxième partie est un appendice qui peut être lu indépendamment du premier) .
- (de) James Alexander Green, Vorlesung über modulare Darstellungstheorie endlicher Gruppen, Universität Giessen, coll. « Vorlesungen aus dem Mathematischen Institut Giessen » (no 2), Sommersemester 1974, 181 (Notes rédigées par W. Hamernik.)